# 森堡 (明尼蘇達州)
森堡（英語：Sunburg）是一個位於美國明尼蘇達州坎迪約希縣的城市。

## 人口
根據2020年美國人口普查的數據，森堡的面積為1.30平方千米，當中陸地面積為1.23平方千米，而水域面積為0.07平方千米。當地共有人口94人，而人口密度為每平方千米72人。